# Indium(III)-fluorid
Az indium(III)-fluorid egy szervetlen vegyület. Képlete InF3. Kristályszerkezete romboéderes, azonos a ródium(III)-fluoriddal. Indium(III)-oxid és hidrogén-fluorid reakciójával lehet előállítani. Használják nem oxid üvegek szintézisénél és katalizátorként.

## Előállítása
Elő lehet állítani ammónium-hexafluoroindát pirolízisével:
{\displaystyle \mathrm {(NH_{4})_{3}[InF_{6}]\longrightarrow InF_{3}+3\ NH_{4}F} }
Elő lehet állítani indium(III)-oxid és fluor reakciójával:
{\displaystyle \mathrm {2\ In_{2}O_{3}+6\ F_{2}\longrightarrow 4\ InF_{3}+3\ O_{2}} }
És indium(III)-klorid és hidrogén-fluorid reakciójával:
{\displaystyle \mathrm {InCl_{3}+3\ HF\longrightarrow 3\ HCl+InF_{3}} }

## Tulajdonságai
Színtelen szilárd anyag, ellenáll a hideg és a meleg víznek. Forrásban lévő vízben hidrolizál indium-oxidfluoriddá. Az indium(III)-fluorid feloldódik (szemben a trihidráttal) vízben, de csak nagyon kevéssé, viszont könnyen oldódik híg savakban. Nagyon lassú hidrogénáramban 300 °C-on (majdnem tiszta) indium(I, III)-fluorid keletkezik belőle. Vanádium(III)-fluoriddal analóg  a kristályszerkezete: trigonális, tércsoport R3c, a = 5,4103 Å, C = 14,3775 Å.

## Felhasználása
Használják nem oxid üvegek és ciánhidrinek szintézisénél. És katalizátorként.

## Fordítás
- Ez a szócikk részben vagy egészben  az   Indium(III) fluoride című angol Wikipédia-szócikk fordításán alapul.  Az eredeti cikk szerkesztőit annak laptörténete sorolja fel. Ez a jelzés csupán a megfogalmazás eredetét és a szerzői jogokat jelzi, nem szolgál a cikkben szereplő információk forrásmegjelöléseként.
- Ez a szócikk részben vagy egészben  az   Indium(III)-fluorid című német Wikipédia-szócikk fordításán alapul.  Az eredeti cikk szerkesztőit annak laptörténete sorolja fel. Ez a jelzés csupán a megfogalmazás eredetét és a szerzői jogokat jelzi, nem szolgál a cikkben szereplő információk forrásmegjelöléseként.